# Vice primo ministro del Belgio
La funzione di vice primo ministro nel governo federale belga è una funzione che non è descritta dalla Costituzione ma che esiste dal 1961 e dal governo di Théo Lefèvre. Il primo vice primo ministro è stato Paul-Henri Spaak. Va notato che da allora, il primo governo guidato da Leo Tindemans non hanno avuto un vice primo ministro.
Oggi i governi belgi sono ancora governi di coalizione. Tradizionalmente, ciascun partito nomina un vice primo ministro, il quale ha responsabilità importanti. Questa è la linea di unione tra il suo partito e il governo. Con il primo ministro, i vice primi ministri formano il Consiglio ristretto dei ministri, spesso definito come il termine olandese "kern", abbreviazione di kernkabinet.
Il Consiglio dei ministri ristretto discute importanti questioni politiche e costruisce un consenso accettabile per tutti i partiti della coalizione.
I vice primi ministri sostituiscono il primo ministro in caso di assenza, secondo l'ordine del protocollo, determinato dal peso di ciascuna parte. Per tradizione, il primo vice primo ministro ha un ruolo linguistico diverso da quello del primo ministro.
Statisticamente, Willy Claes è stato più volte nominato vice primo ministro. È stato nominato otto volte, tra il 1979 e il 1994. Laurette Onkelinx e Didier Reynders hanno mantenuto un incarico di vice primo ministro in sei governi.
Isabelle Durant e Laurette Onkelinx furono le prime due donne ad assumere questa posizione nel 1999 nel governo Verhofstadt I.

## Elenco
| Partito Liberale / PVV / VLD / Open Vld | Partito Liberale / PVV / VLD / Open Vld | Partito Liberale / PVV / VLD / Open Vld | Partito Liberale / PVV / VLD / Open Vld | Partito Liberale / PVV / VLD / Open Vld | Partito Liberale / PVV / VLD / Open Vld | Partito Liberale / PVV / VLD / Open Vld | Partito Liberale / PVV / VLD / Open Vld                                                   |
| Nr.                                     | Ministro                                | Ministro                                | Partito politico                        | Partito politico                        | Inizio                                  | Fine                                    | Governo                                                                                   |
| --------------------------------------- | --------------------------------------- | --------------------------------------- | --------------------------------------- | --------------------------------------- | --------------------------------------- | --------------------------------------- | ----------------------------------------------------------------------------------------- |
| 1                                       |                                         | Albert Lilar                            |                                         | Partito Liberale                        | 6 novembre 1958                         | 3 settembre 1960                        | G. Eyskens III                                                                            |
| 2                                       |                                         | Willy De Clercq                         |                                         | PVV                                     | 19 marzo 1966                           | 17 giugno 1968                          | Vanden Boeynants I                                                                        |
| (2)                                     |                                         | Willy De Clercq                         |                                         | PVV                                     | 26 gennaio 1973                         | 25 aprile 1974                          | Leburton I e II                                                                           |
| 3                                       |                                         | Herman Vanderpoorten                    |                                         | PVV                                     | 18 maggio 1980                          | 22 ottobre 1980                         | Martens III                                                                               |
| (2)                                     |                                         | Willy De Clercq                         |                                         | PVV                                     | 17 dicembre 1981                        | 6 gennaio 1985                          | Martens V                                                                                 |
| 4                                       |                                         | Frans Grootjans                         |                                         | PVV                                     | 6 gennaio 1985                          | 28 novembre 1985                        | Martens V                                                                                 |
| 5                                       |                                         | Guy Verhofstadt                         |                                         | PVV                                     | 28 novembre 1985                        | 9 maggio 1988                           | Martens VI e VII                                                                          |
| 6                                       |                                         | Patrick Dewael                          |                                         | VLD                                     | 12 luglio 2003                          | 21 dicembre 2007                        | Verhofstadt II                                                                            |
| (6)                                     |                                         | Patrick Dewael                          |                                         | Open VLD                                | 20 marzo 2008                           | 30 dicembre 2008                        | Leterme I                                                                                 |
| 7                                       |                                         | Karel De Gucht                          |                                         | Open VLD                                | 30 dicembre 2008                        | 17 luglio 2009                          | Van Rompuy                                                                                |
| 8                                       |                                         | Guy Vanhengel                           |                                         | Open VLD                                | 17 luglio 2009                          | 6 dicembre 2011                         | Van Rompuy e Leterme II                                                                   |
| 9                                       |                                         | Vincent Van Quickenborne                |                                         | Open VLD                                | 6 dicembre 2011                         | 22 ottobre 2012                         | Di Rupo                                                                                   |
| 10                                      |                                         | Alexander De Croo                       |                                         | Open VLD                                | 22 ottobre 2012                         | 1º ottobre 2020                         | Di Rupo, Michel I e II, Wilmès I e II                                                     |
| (9)                                     |                                         | Vincent Van Quickenborne                |                                         | Open VLD                                | 1º ottobre 2020                         | 22 ottobre 2023                         | De Croo                                                                                   |
| 11                                      |                                         | Paul Van Tigchelt                       |                                         | Open VLD                                | 22 ottobre 2023                         | 3 febbraio 2025                         | De Croo                                                                                   |
| BSP / SP / sp.a / Vooruit               |                                         |                                         |                                         |                                         |                                         |                                         |                                                                                           |
| Nr.                                     | Ministro                                | Ministro                                | Partito politico                        | Partito politico                        | Inizio                                  | Fine                                    | Governo                                                                                   |
| 1                                       |                                         | Antoon Spinoy                           |                                         | BSP                                     | 28 luglio 1965                          | 19 marzo 1966                           | Harmel                                                                                    |
| 2                                       |                                         | Willy Claes                             |                                         | SP                                      | 3 aprile 1979                           | 18 maggio 1980                          | Martens I                                                                                 |
| (2)                                     |                                         | Willy Claes                             |                                         | SP                                      | 22 ottobre 1980                         | 6 aprile 1981                           | Martens IV                                                                                |
| (2)                                     |                                         | Willy Claes                             |                                         | SP                                      | 9 maggio 1988                           | 10 ottobre 1994                         | Martens VIII, IX e Dehaene I                                                              |
| 3                                       |                                         | Frank Vandenbroucke                     |                                         | SP                                      | 10 ottobre 1994                         | 22 marzo 1995                           | Dehaene I                                                                                 |
| 4                                       |                                         | Johan Vande Lanotte                     |                                         | SP                                      | 22 marzo 1995                           | 24 aprile 1998                          | Dehaene I e II                                                                            |
| 5                                       |                                         | Louis Tobback                           |                                         | SP                                      | 24 aprile 1998                          | 26 settembre 1998                       | Dehaene II                                                                                |
| 6                                       |                                         | Luc Van den Bossche                     |                                         | SP                                      | 26 settembre 1998                       | 12 luglio 1999                          | Dehaene II                                                                                |
| (4)                                     |                                         | Johan Vande Lanotte                     |                                         | SP / sp.a                               | 12 luglio 1999                          | 17 ottobre 2005                         | Verhofstadt I e II                                                                        |
| 7                                       |                                         | Freya Van den Bossche                   |                                         | sp.a                                    | 17 ottobre 2005                         | 21 dicembre 2007                        | Verhofstadt II                                                                            |
| (4)                                     |                                         | Johan Vande Lanotte                     |                                         | sp.a                                    | 6 dicembre 2011                         | 11 ottobre 2014                         | Di Rupo                                                                                   |
| (3)                                     |                                         | Frank Vandenbroucke                     |                                         | Vooruit                                 | 1º ottobre 2020                         | in carica                               | De Croo e De Wever                                                                        |
| PSB / PS                                |                                         |                                         |                                         |                                         |                                         |                                         |                                                                                           |
| Nr.                                     | Ministro                                | Ministro                                | Partito politico                        | Partito politico                        | Inizio                                  | Fine                                    | Governo                                                                                   |
| 1                                       |                                         | Paul-Henri Spaak                        |                                         | PSB                                     | 25 aprile 1961                          | 28 luglio 1965                          | Lefèvre                                                                                   |
| 2                                       |                                         | Joseph-Jean Merlot                      |                                         | PSB                                     | 17 giugno 1968                          | 21 gennaio 1969                         | G. Eyskens V                                                                              |
| 3                                       |                                         | André Cools                             |                                         | PSB                                     | 27 gennaio 1969                         | 26 gennaio 1973                         | G. Eyskens V e VI                                                                         |
| 4                                       |                                         | Léon Hurez                              |                                         | PSB                                     | 3 giugno 1977                           | 3 aprile 1979                           | Tindemans II e Vanden Boeynants II                                                        |
| 5                                       |                                         | Guy Spitaels                            |                                         | PS                                      | 3 aprile 1979                           | 26 febbraio 1981                        | Martens I, II, III e IV                                                                   |
| 6                                       |                                         | Guy Mathot                              |                                         | PS                                      | 26 febbraio 1981                        | 17 dicembre 1981                        | Martens IV, M. Eyskens                                                                    |
| 7                                       |                                         | Philippe Moureaux                       |                                         | PS                                      | 9 maggio 1988                           | 17 marzo 1992                           | Martens VIII e IX                                                                         |
| 8                                       |                                         | Guy Coëme                               |                                         | PS                                      | 7 marzo 1992                            | 23 gennaio 1994                         | Dehaene I                                                                                 |
| 9                                       |                                         | Elio Di Rupo                            |                                         | PS                                      | 23 gennaio 1994                         | 12 luglio 1999                          | Dehaene I e II                                                                            |
| 10                                      |                                         | Laurette Onkelinx                       |                                         | PS                                      | 12 luglio 1999                          | 21 dicembre 2007                        | Verhofstadt I e II                                                                        |
| (10)                                    |                                         | Laurette Onkelinx                       |                                         | PS                                      | 20 marzo 2008                           | 25 aprile 2014                          | Leterme I, Van Rompuy, Leterme II e Di Rupo                                               |
| 11                                      |                                         | Pierre-Yves Dermagne                    |                                         | PS                                      | 1º ottobre 2020                         | 3 febbraio 2025                         | De Croo                                                                                   |
| PSC / cdH                               |                                         |                                         |                                         |                                         |                                         |                                         |                                                                                           |
| Nr.                                     | Ministro                                | Ministro                                | Partito politico                        | Partito politico                        | Inizio                                  | Fine                                    | Governo                                                                                   |
| 1                                       |                                         | Paul Vanden Boeynants                   |                                         | PSC                                     | 3 giugno 1977                           | 20 ottobre 1978                         | Tindemans II                                                                              |
| (1)                                     |                                         | Paul Vanden Boeynants                   |                                         | PSC                                     | 3 aprile 1979                           | 15 ottobre 1979                         | Martens I                                                                                 |
| 2                                       |                                         | José Desmarets                          |                                         | PSC                                     | 15 ottobre 1979                         | 18 maggio 1980                          | Martens I e II                                                                            |
| (2)                                     |                                         | José Desmarets                          |                                         | PSC                                     | 22 ottobre 1980                         | 17 dicembre 1981                        | Martens IV e M. Eyskens                                                                   |
| 3                                       |                                         | Charles-Ferdinand Nothomb               |                                         | PSC                                     | 17 dicembre 1981                        | 18 ottobre 1986                         | Martens V e VI                                                                            |
| 4                                       |                                         | Philippe Maystadt                       |                                         | PSC                                     | 18 ottobre 1986                         | 9 maggio 1988                           | Martens VI e VII                                                                          |
| 5                                       |                                         | Melchior Wathelet sr.                   |                                         | PSC                                     | 9 maggio 1988                           | 3 settembre 1995                        | Martens VIII e IX, Dehaene I e II                                                         |
| (4)                                     |                                         | Philippe Maystadt                       |                                         | PSC                                     | 3 settembre 1995                        | 19 giugno 1998                          | Dehaene II                                                                                |
| 6                                       |                                         | Jean-Pol Poncelet                       |                                         | PSC                                     | 19 giugno 1998                          | 12 luglio 1999                          | Dehaene II                                                                                |
| 7                                       |                                         | Joëlle Milquet                          |                                         | cdH                                     | 20 marzo 2008                           | 22 luglio 2014                          | Leterme I, Van Rompuy, Leterme II, Di Rupo                                                |
| 8                                       |                                         | Melchior Wathelet jr.                   |                                         | cdH                                     | 22 luglio 2014                          | 11 ottobre 2014                         | Di Rupo                                                                                   |
| CVP / CD&V                              |                                         |                                         |                                         |                                         |                                         |                                         |                                                                                           |
| Nr.                                     | Ministro                                | Ministro                                | Partito politico                        | Partito politico                        | Inizio                                  | Fine                                    | Governo                                                                                   |
| 1                                       |                                         | Leo Tindemans                           |                                         | CVP                                     | 26 gennaio 1973                         | 25 aprile 1974                          | Leburton I e II                                                                           |
| 2                                       |                                         | Renaat Van Elslande                     |                                         | CVP                                     | 20 ottobre 1978                         | 3 aprile 1979                           | Vanden Boeynants II                                                                       |
| 3                                       |                                         | Jean-Luc Dehaene                        |                                         | CVP                                     | 9 maggio 1988                           | 7 marzo 1992                            | Martens VIII e IX                                                                         |
| 4                                       |                                         | Herman Van Rompuy                       |                                         | CVP                                     | 23 giugno 1995                          | 12 luglio 1999                          | Dehaene II                                                                                |
| 5                                       |                                         | Yves Leterme                            |                                         | CD&V                                    | 21 dicembre 2007                        | 20 marzo 2008                           | Verhofstadt III                                                                           |
| 6                                       |                                         | Jo Vandeurzen                           |                                         | CD&V                                    | 20 marzo 2008                           | 30 dicembre 2008                        | Leterme I                                                                                 |
| 7                                       |                                         | Steven Vanackere                        |                                         | CD&V                                    | 30 dicembre 2008                        | 5 marzo 2013                            | Van Rompuy, Leterme II e Di Rupo                                                          |
| 8                                       |                                         | Pieter De Crem                          |                                         | CD&V                                    | 5 marzo 2013                            | 11 ottobre 2014                         | Di Rupo                                                                                   |
| 9                                       |                                         | Kris Peeters                            |                                         | CD&V                                    | 11 ottobre 2014                         | 1º ottobre 2020                         | Michel I e II, Wilmès I e II                                                              |
| 10                                      |                                         | Vincent Van Peteghem                    |                                         | CD&V                                    | 1º ottobre 2020                         | in carica                               | De Croo e De Wever                                                                        |
| PRL / MR                                |                                         |                                         |                                         |                                         |                                         |                                         |                                                                                           |
| Nr.                                     | Ministro                                | Ministro                                | Partito politico                        | Partito politico                        | Inizio                                  | Fine                                    | governo                                                                                   |
| 1                                       |                                         | Jean Gol                                |                                         | PRL                                     | 17 dicembre 1981                        | 9 maggio 1988                           | Martens V, VI e VII                                                                       |
| 2                                       |                                         | Louis Michel                            |                                         | PRL / MR                                | 12 luglio 1999                          | 18 luglio 2004                          | Verhofstadt I e II                                                                        |
| 3                                       |                                         | Didier Reynders                         |                                         | MR                                      | 18 luglio 2004                          | 30 novembre 2019                        | Verhofstadt II e III, Leterme I, Van Rompuy, Leterme II, Di Rupo, Michel I e II, Wilmès I |
| 4                                       |                                         | David Clarinval                         |                                         | MR                                      | 30 novembre 2019                        | 1º ottobre 2020                         | Wilmès II                                                                                 |
| 5                                       |                                         | Sophie Wilmès                           |                                         | MR                                      | 1º ottobre 2020                         | 21 aprile 2022                          | De Croo                                                                                   |
| (4)                                     |                                         | David Clarinval                         |                                         | MR                                      | 21 aprile 2022                          | in carica                               | De Croo e De Wever                                                                        |
| Agalev / Groen                          |                                         |                                         |                                         |                                         |                                         |                                         |                                                                                           |
| Nr.                                     | Ministro                                | Ministro                                | Partito politico                        | Partito politico                        | Inizio                                  | Fine                                    | Governo                                                                                   |
| 1                                       |                                         | Magda Aelvoet                           |                                         | Agalev                                  | 12 luglio 1999                          | 28 agosto 2002                          | Verhofstadt I                                                                             |
| 2                                       |                                         | Jef Tavernier                           |                                         | Agalev                                  | 28 agosto 2002                          | 12 luglio 2003                          | Verhofstadt I                                                                             |
| 3                                       |                                         | Petra De Sutter                         |                                         | Groen                                   | 1º ottobre 2020                         | 3 febbraio 2025                         | De Croo                                                                                   |
| Ecolo                                   |                                         |                                         |                                         |                                         |                                         |                                         |                                                                                           |
| Nr.                                     | Ministro                                | Ministro                                | Partito politico                        | Partito politico                        | Inizio                                  | Fine                                    | Governo                                                                                   |
| 1                                       |                                         | Isabelle Durant                         |                                         | Ecolo                                   | 12 luglio 1999                          | 5 maggio 2003                           | Verhofstadt I                                                                             |
| 2                                       |                                         | Georges Gilkinet                        |                                         | Ecolo                                   | 1º ottobre 2020                         | in carica                               | De Croo                                                                                   |
| VU                                      |                                         |                                         |                                         |                                         |                                         |                                         |                                                                                           |
| Nr.                                     | Ministro                                | Ministro                                | Partito politico                        | Partito politico                        | Inizio                                  | Fine                                    | Governo                                                                                   |
| 1                                       |                                         | Hugo Schiltz                            |                                         | VU                                      | 9 maggio 1988                           | 29 settembre 1991                       | Martens VIII                                                                              |
| N-VA                                    |                                         |                                         |                                         |                                         |                                         |                                         |                                                                                           |
| Nr.                                     | Ministro                                | Ministro                                | Partito                                 | Partito                                 | Inizio                                  | Fine                                    | Governo                                                                                   |
| 1                                       |                                         | Jan Jambon                              |                                         | N-VA                                    | 11 ottobre 2014                         | 9 dicembre 2018                         | Michel I                                                                                  |
| 1                                       | 3 febbraio 2025                         | Jan Jambon                              | in carica                               | N-VA                                    | De Wever                                |                                         |                                                                                           |
| LE                                      |                                         |                                         |                                         |                                         |                                         |                                         |                                                                                           |
| Nr.                                     | Ministro                                | Ministro                                | Partito                                 | Partito                                 | Inizio                                  | Fine                                    | Governo                                                                                   |
| 1                                       |                                         | Maxime Prévot                           |                                         | LE                                      | 3 febbraio 2025                         | in carica                               | De Wever                                                                                  |